# Nogwats
Nogwats (No-gwats), jedna od skupina Južnih Pajuta čiji se teritorij nalazilo blizu Potosija na planinskom lancu Spring Mountains u jugoistočnoj Nevadi. Populacija im je 1873. iznosila svega 56, a godinu dana kasnije 50.